# James Whitmore
James Allen Whitmore Jr. (født 1. oktober 1921, død 6. februar 2009) var en amerikansk film-, teater- og tv-skuespiller.

## Opvækst
James Whitmore studerede på Amherst Central High School i Snyder, New York, inden han blev uddannet fra Choate School (nu Choate Rosemary Hall) i Wallingford, Connecticut. Han fortsatte med at studere ved Yale University, hvor han var medlem af den hemmelige forening Skull and Bones, som også tidligere præsident George W. Bush var en del af.

## Karriere
Da Whitmore afsluttede sine studier, startede han i militæret. Han blev udnævnt til løjtnant og tjente i US Marine Corps. Han var i en periode, der blev bogført i Panamakanalsonen under 2. verdenskrig. Da 2. verdenskrig var forbi, optrådte Whitmore i flere produktioner på Broadway. Mediefirmaet MGM ansatte Whitmore på kontraktmæssigt grundlag.
Whitmore viste sig, at General Oliver O. Howard i 1975 i TV-filmen I will Fight No More Forever, som er baseret på konflikten i 1877 mellem den amerikanske hær og indianerstammen Nez Perce. I 2002 spillede Whitmore en rolle i The Majestic med Jim Carrey i hovedrollen. For den yngre generation er han måske bedst kendt for sin rolle En verden udenfor, som den kommercielle talsmand for anlægget Miracle-Gro i mange år.
Whitmore gjorde også omfattende teaterarbejde. Han blev tildelt en Tony Award for bedste optræden af en nykommer i Broadway-produktionen af Command Decision (1948). Han vandt senere titlen "King of the One Man Show". Han spillede i filmen Give 'em Hell, Harry! 1975 blev han nomineret til en Oscar for bedste mandlige hovedrolle, og han havde rollen som Theodore Roosevelt i filmen Bully (1977), men denne film havde ikke den samme succes som de to foregående film, han havde været involveret i.
I 1999 spillede Whitmore rolle Raymond Oz i to episoder af tv-serien Private Practice, som han blev tildelt en Emmy Award i kategorien af bedste gæsteskuespiller i en dramaserie. I 2002 fik Whitmore rollen bedstefar i Disney Channels A Ring of Endless Light. Whitmore er blevet tildelt en stjerne på Hollywood Walk of Fame på 6611 Hollywood Blvd. I april 2007 optrådte han også i C.S.I. serien. i en episode med titlen "Ending Happy" som karakteren Milton, som var en ældre mand.

## Privatliv
Whitmore var gift to gange med Nancy Mygatt. De giftede sig for første gang i 1947, og parret havde tre sønner sammen, inden deres skilsmisse i 1971. En af disse sønner, James III, gik til fars fodspor og blev succesfuld som skuespiller og instruktør under navnet James Whitmore Junior. En anden af deres sønner, Steve Whitmore, var en offentlig talsmand for Los Angeles County Sheriff's Department. Din yngste søn, Daniel, arbejdede inden for skovservice snevejreren og som brandmand inden han etablerede sit eget byggefirma.
Efter skilsmissen fra Mygatt blev Whitmore gift med skuespillerinden Audra Lindley (som døde i 1997). Ægteskabet varede fra 1972 til 1979. Han giftede sig igen med sin tidligere kone Nancy Mygatt, men parret skiltes efter to års ægteskab. I 2001 giftede han sig med en skuespiller og forfatter Noreen Nash, som var bedstemor til den berømte skuespiller Sebastian Siegel. Whitmore er bedstefar til Matty Whitmore. I sine senere år tilbragte Whitmore de fleste af sine somre i Peterborough.
Selv om Whitmore ikke altid har været politisk aktiv, blev Whitmore bekendt med sin underskrift for Barack Obama til USA's præsident. I januar 2008 optrådte Whitmore i en serie tv-reklamer.

## Død
Whitmore blev diagnosticeret med lungekræft i november 2008 og døde i sit eget hjem i Malibu, Californien den 6. februar 2009. På det tidspunkt var han 87 år gammel. Han blev kremeret og hans aske spredt over Stillehavet.